# Another Hostile Takeover
Another Hostile Takeover es el séptimo álbum de estudio de la banda de rock finlandesa Hanoi Rocks, publicado en el año 2005. 

## Lista de canciones
| N.º | Título                      | Escritor(es)                                     | Duración |  |
| 1.  | «Intro»                     | Andy McCoy, Michael Monroe                       | 0:05     |  |
| 2.  | «Back in Yer Face»          | Andy McCoy, Michael Monroe                       | 3:34     |  |
| 3.  | «Insert I»                  | Andy McCoy, Michael Monroe                       | 0:15     |  |
| 4.  | «Hurt»                      | Andy McCoy, Michael Monroe                       | 3:53     |  |
| 5.  | «The Devil in You»          | Andy McCoy, Michael Monroe, DJ Alimo, DJ Control | 3:34     |  |
| 6.  | «Love»                      | Andy McCoy, Michael Monroe                       | 2:33     |  |
| 7.  | «Talk to the Hand»          | Andy McCoy, Michael Monroe                       | 3:38     |  |
| 8.  | «Eternal Optimist»          | Andy McCoy, Michael Monroe                       | 3:30     |  |
| 9.  | «Insert II»                 | Andy McCoy, Michael Monroe                       | 0:05     |  |
| 10. | «No Compromise, No Regrets» | Michael Monroe, Wilder                           | 4:00     |  |
| 11. | «Reggae Rocker»             | Andy McCoy, Michael Monroe, DJ Alimo, DJ Control | 4:18     |  |
| 12. | «You Make the Earth Move»   | Andy McCoy, Michael Monroe                       | 3:34     |  |
| 13. | «Insert III»                | Andy McCoy, Michael Monroe                       | 0:10     |  |
| 14. | «Better High»               | Andy McCoy, Michael Monroe                       | 3:20     |  |
| 15. | «Dear Miss Lonely Hearts»   | Jimmy Bain, Phil Lynott                          | 3:27     |  |
| 16. | «Insert IV»                 | Andy McCoy, Michael Monroe                       | 0:12     |  |
| 17. | «Center of My Universe»     | Andy McCoy, Michael Monroe                       | 4:46     |  |

## Créditos
- Michael Monroe – voz, saxofón, armónica, guitarra
- Andy McCoy – guitarra
- Conny Bloom – guitarra
- Andy Christell – bajo
- Lacu – batería